# Фуань
Фуа́нь (кит. упр. 福安, пиньинь Fú'ān) — городской уезд городского округа Ниндэ провинции Фуцзянь (КНР).

## История
Во времена империи Сун в 1245 году из уезда Чанси (长溪县) был выделен уезд Фуань (福安县).
После образования КНР в 1949 году был создан Специальный район Фуань (福安专区), и уезд вошёл в его состав. В 1971 году власти Специального района переехали из уезда Фуань в уезд Ниндэ, а сам специальный район был переименован в Округ Ниндэ (宁德地区).
Постановлением Госсовета КНР от 13 ноября 1989 года уезд Фуань был преобразован в городской уезд.
Постановлением Госсовета КНР от 14 ноября 1999 года округ Ниндэ был преобразован в городской округ.

## Административное деление
Городской уезд делится на 4 уличных комитета, 13 посёлков, 2 волости и 3 национальные волости.